# Actinia tenebrosa
Actinia tenebrosa is een zeeanemonensoort uit de familie Actiniidae. Actinia tenebrosa werd in 1898 voor het eerst wetenschappelijk beschreven door Farquhar. Actinia tenebrosa is de meest voorkomende soort zeeanemoon die wordt gevonden in de wateren van Oost-Australië en Nieuw-Zeeland (waar het in Maori bekend staat als kōtore of kōtoretore).

## Beschrijving
Onder water opent deze zeeanemoon zich en vertoont talloze tentakels, gerangschikt in drie kransen. Uit het water trekken de tentakels zich terug en sluit de anemoon om te lijken op een koepelvormige rode, karmozijnrode, bruine, groene of zwarte klodder gelei, ongeveer 4 cm breed en 2,7 cm hoog. Deze soort werd voor het eerst beschreven in 1898 door H. Farquhar, die schreef: "Volwassen individuen in situaties die goed zijn blootgesteld aan de zonnestralen hebben een groene of bruinzwarte kolom en de schijf en tentakels zijn donkerrood, terwijl die aan de onderkant van overhangende stenen zijn roodbruin of karmozijnrood, de kleurdiepte varieert naargelang de hoeveelheid licht die ze bereikt." Actinia tenebrosa lijkt qua vorm op de rode paardenanemoon (Actinia equina) van het noordelijk halfrond. De kolom heeft een aantal iriserende blauwe bolletjes bewapend met netelcellen.

## Verspreiding en leefgebied
Actinia tenebrosa wordt gevonden langs de kusten van Zuid-Australië, waarvan het verspreidingsgebied zich uitstrekt van Perth tot New South Wales. Het wordt ook gevonden in heel Nieuw-Zeeland. Het wordt aangetroffen in scheuren en spleten, onder overhangende delen en onder keien op rotsachtige kusten, meestal in het midden tot lage intergetijdengebied, maar soms hoger op de kust.

## Biologie
Deze soort is levendbarend en broedt zijn jongen uit in zijn lichaamsholte. Als de nakomelingen goed ontwikkeld zijn, worden ze via de mond uitgestoten. De juvenielen hechten zich vaak vast aan rotsen in de nabijheid van de ouder en vormen klonale clusters. Als deze anemonen naast elkaar groeien, lijken ze te weten of ze nauw verwant zijn. Als dat zo is, zullen ze elkaars nabijheid tolereren, terwijl als ze geen familie zijn, ze elkaar zullen aanvallen. Actinia tenebrosa kan zich ook seksueel voortplanten met planktonische larven die zich ver van het ouderdier nestelen. Het kan voor deze jongeren moeilijk zijn om zich te vestigen vanwege de inwonende populaties van gekloonde individuen die lokaal sterk zijn aangepast.